# Tarajos korallfa

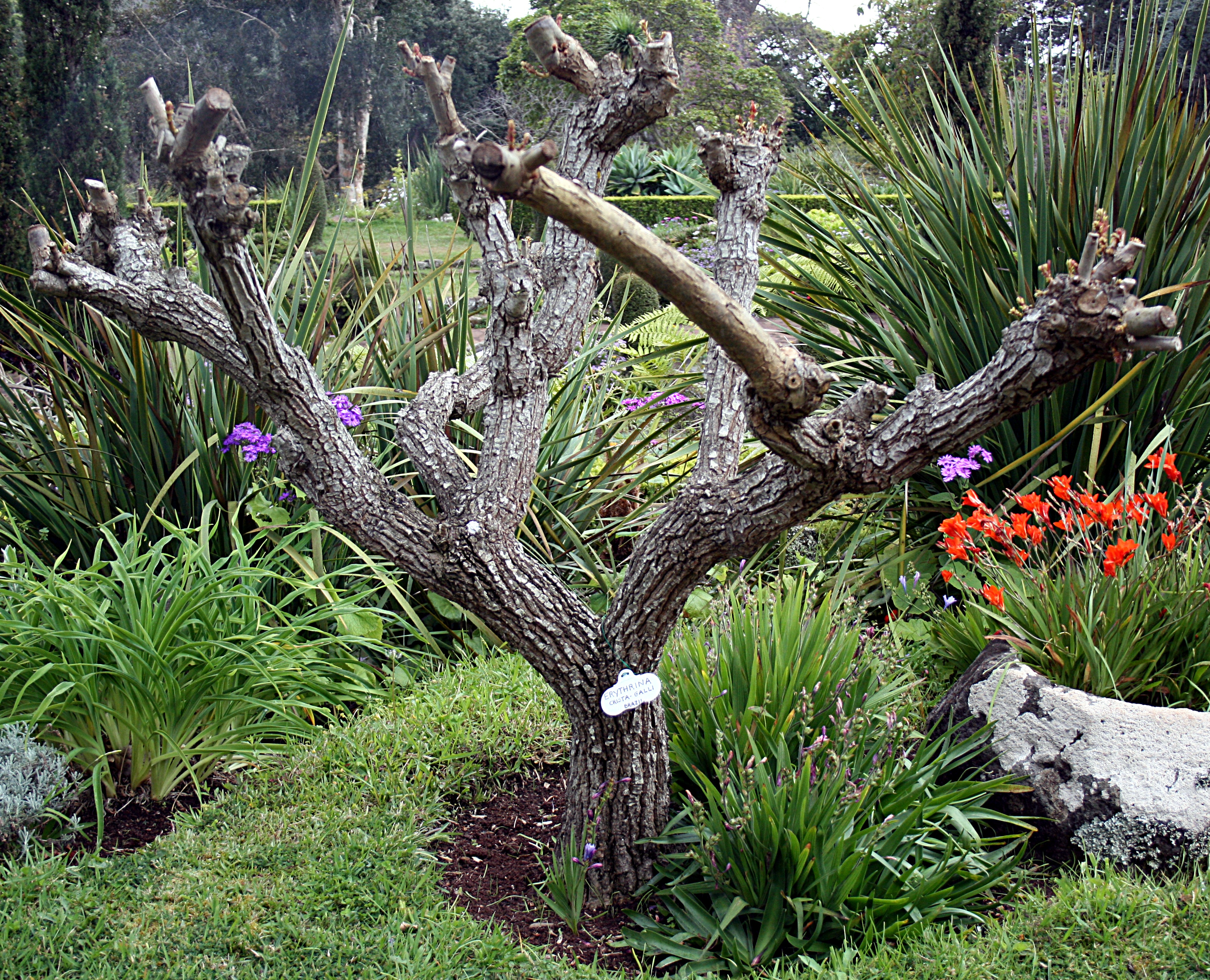
Erősen visszametszett törzse (Funchal, Palheiro Gardens)

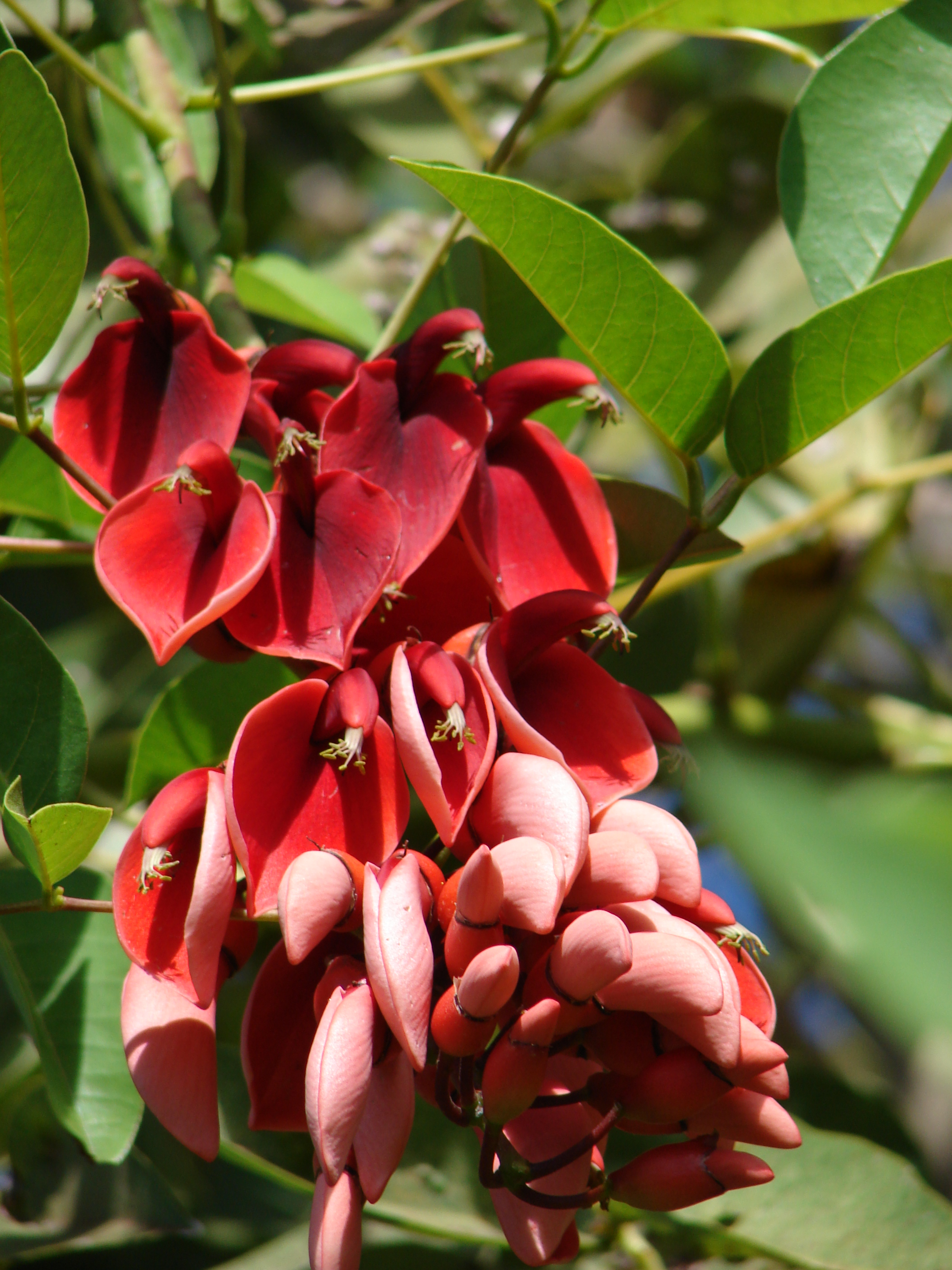
Virágzata (Maui, Kaanapali)

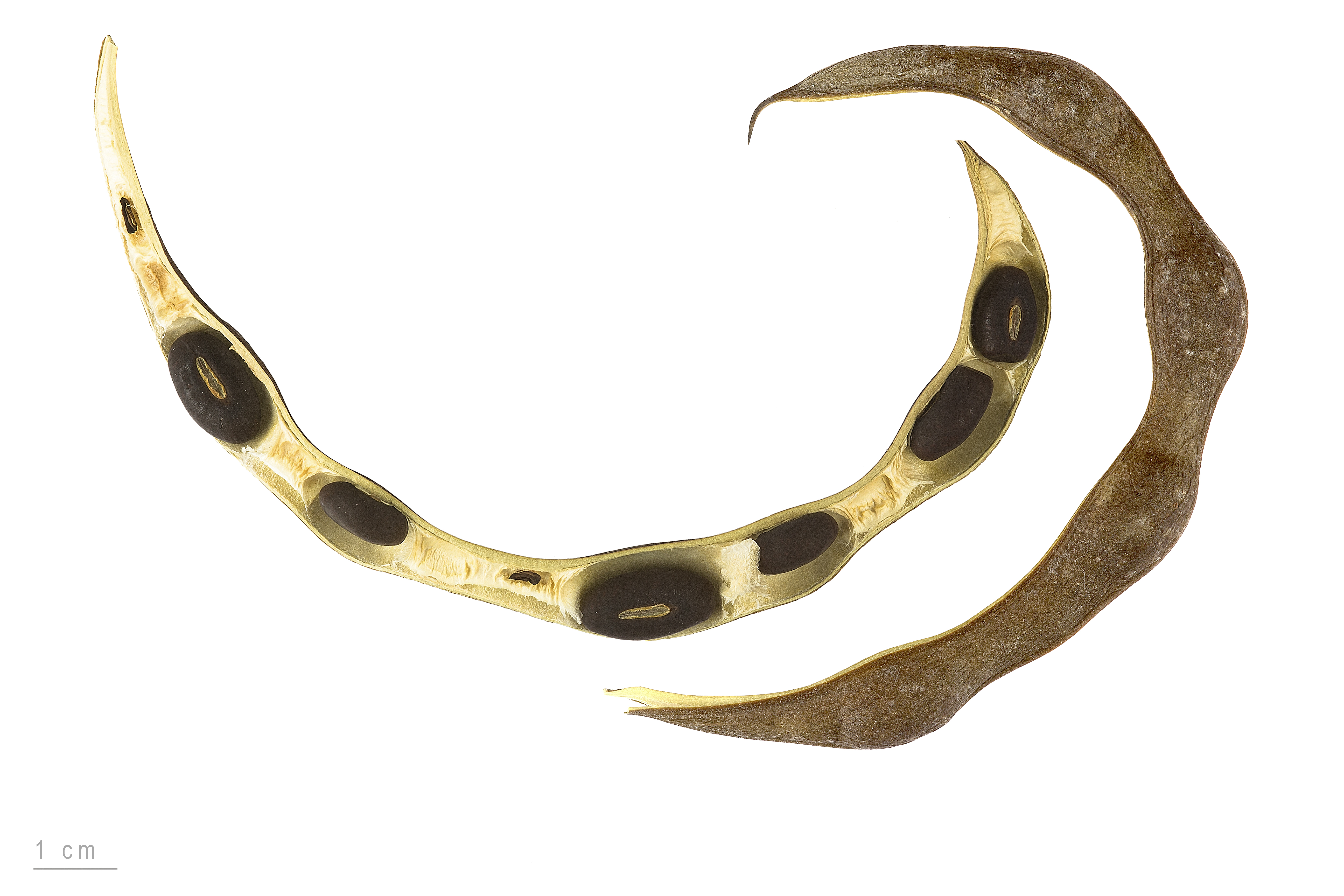
Termése és benne levő magjai a toulouse-i múzeum gyűjteményében

A tarajos korallfa kakastaréjfa, csörgősipkavirág, (Erythrina crista-galli) a hüvelyesek (Fabales) rendjébe tartozó pillangósvirágúak (Fabaceae)családjában a bükkönyformák (Faboideae) közé tartozó korallfa (Erythrina) nemzetség egyik legismertebb faja.

## Származása, elterjedése
Dél-Amerikából (Dél-Brazília, Paraguay, Uruguay, Észak-Argentína) származik. A világ legtöbb trópusi, illetve szubtrópusi éghajlatú vidékén, így Madeirán és a Hawaii-szigeteken is meghonosították.

## Megjelenése, felépítése
Felálló ágú, lombhullató cserje, vagy mintegy 5 m magasra növő kis fa. Kérge vastag, bordázott. Szárát végig tövisek borítják.
Ovális, bőrszerű, fűzöld, szőrös levelei hármasával ülnek a levélnyélen.
Korallpiros virágainak laza fürtje a bohóc csörgősipkájára, illetve kakastaréjra emlékeztet; ennek alapján könnyen megkülönböztethető a többi korallfa fajtól. A virágok az új hajtások végén, nagyjából a növény hároméves korától nyílnak.
Magva megnyúlt vese alakú, sötétkékkel márványozott, élénkvörös hüvely.

## Életmódja, élőhelye
A tápanyagban gazdag, jó vízáteresztő talajt kedveli. Annak ellenére, hogy trópusi növény, a rövid ideig tartó, enyhe fagyot képes elviselni olyannyira, hogy még Dél-Angliában is a szabadban nő. A mérsékelt égöv nagyobbik részén (így a Kárpát-medencében is) hidegházi növény. Madeirán a sziget déli partvidékén mintegy 300 m magasságig szabadon nő a kertekben és parkokban. A sziget legnagyobb tarajos korallfája Caniço főterén, a templom előtt áll.
Gyorsan növekszik.
Eredeti élőhelyén virágait kolibrifélék (Trochilidae) porozzák be, ezért azok feltűnő színűek és sok nektárt termelnek — annyit, hogy az nem ritkán kicsordul a virágból. Eredetileg augusztustól novemberig nyílnak, de Madeirán például márciustól szeptemberig. A megfelelően tartott növény évente többször is virágzásra bírható.
Magról és félfás dugványról is viszonylag könnyen szaporítható.

## Felhasználása
Dísznövénynek ültetik.